# New York Psychoanalytic Society
La New York Psychoanalytic Society, fondée en 1911 à New York par Abraham A. Brill, est la plus ancienne société psychanalytique américaine.

## Histoire
Abraham Brill, connu comme étant le premier traducteur de l’œuvre de Freud en anglais créé l'association en 1911. Cette création précède de quelques mois celle de l'American Psychoanalytic Association (ApsaA), par Ernest Jones.
Les membres fondateurs étaient, outre Abraham Brill : Louis Edward Bisch, Horace Westlake Frink, Frederick James Farnell, William C. Garvin, August Hoch, Morris J. Karpas, George H. Kirby, Clarence P. Oberndorf, Bronislaw Onuf, Ernest Marais Poate, Charles Ricksher, Jacob Rosenbloom, Edward W. Scripture et Samuel A. Tannenbaum.
En 1931, la société new-yorkaise crée un institut de formation psychanalytique, le New York Psychoanalytic Institute. Les deux entités fusionnent en 2003 et adoptent le nom de New York Psychoanalytic Society & Institute et le sigle NYPSI.
Un certain nombre de psychanalystes européens, Margaret Mahler, Ernst Kris, Heinz Hartmann, Abram Kardiner, Rudolph Loewenstein, Charles Brenner, Robert C. Bak, et Otto Kernberg, ont rejoint l'Institut new-yorkais dans les années 1930. Edith Jacobson devient membre en 1941, elle en est la vice-présidente de 1952 à 1953 et la présidente de 1954 à 1956. Kurt Robert Eissler et Ruth Eissler-Selke deviennent membres en 1948. Les analystes européens contribuent à diffuser les théorisations liées à l'Ego psychology, avec le soutien d'Anna Freud.
En 1946, la société reçoit un agrément de l'État de New York pour ouvrir un centre de soins, destiné à l'origine aux anciens combattants de la Seconde Guerre mondiale, puis à partir de 1948, progressivement ouvert à tous. 
Dans les années 1970 et 1980, de nouvelles personnalités émergent, notamment Charles Brenner et Jacob Arlow.